# Notiophygus cinereus
Notiophygus cinereus là một loài bọ cánh cứng trong họ Discolomatidae. Loài này được Gory miêu tả khoa học năm 1834.